# Jan Smeets (schaker)

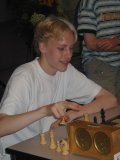
Jan Smeets als jeugdschaker

Jan Smeets (Leiden, 5 april 1985) is een Nederlandse schaker. Als jeugdspeler was hij lid van Jeugdschaakclub Op Eigen Wieken. In 2002 werd hij internationaal meester, in 2004 grootmeester. Hij was gedurende korte tijd de jongste Nederlandse grootmeester aller tijden. Hij werd tweemaal Nederlands kampioen, in 2008 en 2010. Hij combineerde zijn schaakactiviteiten enige tijd met een studie economie aan de Erasmus Universiteit Rotterdam.

## Palmares
2002
- / Young Masters, Hengelo

2004
- Corus-toernooi (C-groep), Wijk aan Zee

2005
- Corus-toernooi (B-groep), Wijk aan Zee
- 5e WK Jeugd, Istanboel

2008
- Nederlands kampioenschap schaken, Hilversum

2010
- Nederlands kampioenschap schaken, Eindhoven

2011
- Daniël Noteboom-toernooi, Leiden

2012
- EK, Plovdiv
- WK stedenteams (voor Hoogeveen met Anish Giri, Ivan Sokolov en Sergej Tiviakov), Abu Dhabi

2013
- /4 Tata Steel-toernooi (B-groep), Wijk aan Zee
- Nederlands kampioenschap schaakvoetbal

2015
- Nederlands kampioenschap schaakvoetbal

## Trivia
- Op 27 augustus 2004 werd Smeets in zijn woonplaats Oegstgeest tot Sportman van het jaar van Oegstgeest uitgeroepen.
- In oktober 2008 brak zijn FIDE-rating door de 2600-grens.
- In november 2009 stond hij in de top-100 van de FIDE-ratinglijst.
- In 2014 won het duo Jan Smeets / Thomas Willemze het 7e Kroeg & Loper toernooi.[1]
- In 2024 was Jan Smeets secondant voor Anish Giri tijdens het Tata Steel-toernooi in Wijk aan Zee.[2]